# Hogra
Hogra war ein niederländischer Hersteller von Lastkraftwagen, der in den Jahren 1954 bis 1961 etwa 300 Lastwagen produzierte.

## Geschichte
Das Unternehmen war im niederländischen Ravenstein angesiedelt. Es wurde 1954 von Willem Adriaan Hoek gegründet, der zuvor als Importeur für deutsche Magirus-Deutz-Fahrzeuge gearbeitet hatte. Gebaut wurden Haubenwagen mit kantiger Motorhaube, die von Sechszylinder-Dieselmotoren der Marke Perkins oder Sechszylinder-Dieselmotoren der Marke Steyr angetrieben wurden. Obwohl sich die Fahrzeuge einen guten Ruf erwarben und in geringer Stückzahl sogar exportiert werden konnten, endete die Produktion bereits 1961 nach insgesamt rund 300 Exemplaren. Hogra hatte kein landesweites Service- und Vertriebsnetz, was Kunden abschreckte, und war der starken Konkurrenz insbesondere durch die niederländischen Wettbewerber DAF und Kromhout nicht gewachsen. Heute existieren nur noch einzelne Hogra-Lkw.